# V584 Андромеды
V584 Андромеды (лат. V584 Andromedae) — одиночная переменная звезда в созвездии Андромеды на расстоянии приблизительно 582 световых лет (около 178 парсеков) от Солнца. Видимая звёздная величина звезды — от +9,34m до +9,2m.

## Характеристики
V584 Андромеды — оранжевая вращающаяся переменная звезда типа BY Дракона (BY) спектрального класса K2, или K6, или K1III. Радиус — около 3,8 солнечных, светимость — около 5,471 солнечных. Эффективная температура — около 4528 K.